# Anniken Mork
Anniken Mork (* 16. Januar 1991 in Oslo) ist eine ehemalige norwegische Skispringerin.

## Werdegang
Mork begann 2011 mit dem Skispringen und gab ihr internationales Debüt im Rahmen des Skisprung-Continental-Cups am 14. September 2013 in Lillehammer. Als 12. sammelte sie dabei erste Punkte und wiederholte diesen Erfolg auch im zweiten Springen am folgenden Tag. Auch in Notodden im Dezember stand sie als Teilnehmerin der Nationalen Gruppe und sicherte sich mit zwei 21. Plätzen erneut Punkte. Im März 2014 startete sie mit den Springen im schwedischen Falun erstmals außerhalb ihres Heimatlandes und erreichte dabei ihre ersten beiden Top-10-Platzierungen.
Am 18. Januar 2015 gab Mork auf der Zaō-Schanze in Yamagata ihr Debüt im Skisprung-Weltcup. Als 47. verpasste sie dabei jedoch die Punkteränge deutlich und verblieb in der Folge weiter im Continental Cup. Zur Saison 2016/17 bekam Mork einen Startplatz im Weltcup-Kader und gewann im Springen von Lillehammer als 30. ihren ersten Weltcup-Punkt. Auch in Nischni Tagil sprang sie in beiden Springen in die Punkteränge.
Nach ihrer sportlichen Karriere war sie unter anderem als TV-Expertin in Norwegen angestellt.

## Statistik

### Weltcup-Platzierungen
| Saison  | Platz | Punkte |
| ------- | ----- | ------ |
| 2016/17 | 46.   | 019    |

### Continental-Cup-Platzierungen
| Saison  | Sommer | Sommer | Winter | Winter | Gesamt | Gesamt |
| Saison  | Platz  | Punkte | Platz  | Punkte | Platz  | Punkte |
| ------- | ------ | ------ | ------ | ------ | ------ | ------ |
| 2013/14 | 021.   | 019    | –      | –      | 030.   | 019    |
| 2014/15 | 021.   | 019    | –      | –      | 045.   | 019    |
| 2015/16 | 026.   | 029    | –      | –      | 038.   | 029    |
| 2016/17 | 019.   | 040    | –      | –      | 031.   | 040    |
| 2017/18 | 010.   | 095    | –      | –      | 022.   | 095    |

## Privates
Mork lebt in Oslo und ist Studentin der Veterinärmedizin. Zudem engagiert sie sich im Tierschutz.